# حي 30 نوفمبر (قشن)
حي 30 نوفمبر هو أحد أحياء مدينة قشن بمحافظة المهرة اليمنية، بلغ تعداد سكانه 1720 نسمة حسب التعداد السكاني في اليمن لعام 2004.